# Óscar Quiroz
Pour les articles homonymes, voir Quiroz et Ayala.
Quiroz  Ayala est un nom espagnol. Le premier nom de famille, en général paternel, est Quiroz ; le second, en général maternel, souvent omis, est Ayala.
Óscar Adalberto Quiroz Ayala, né le 3 juillet 1994 à Ipiales, est un coureur cycliste colombien.

## Palmarès

### Par année
- 2016
  - 3e et 5e étapes de la Vuelta a Nariño
- 2017
  - Clásico Virgen de la Purificación :
    - Classement général
    - 1re étape (contre-la-montre)

  - 3e du championnat de Colombie sur route
- 2018
  - Circuito Miguel Sanabria
  - Vuelta a Nariño :
    - Classement général
    - 2e et 4e étapes

  - Clásica Ciudad de Soacha :
    - Classement général
    - 2e et 3e (contre-la-montre) étapes

  - 2e étape du Clásico RCN
  - Gran Premio Comité Olímpico Nacional
  - 9e étape du Tour du Costa Rica
  - 2e du championnat de Colombie sur route
- 2019
  -  Champion de Colombie sur route
  - 11e étape du Tour de Colombie
  - 3e et 8e étapes du Clásico RCN
- 2020
  - 3e étape du Clásico RCN
- 2021
  - 9e étape du Tour de Colombie
  - 3e étape du Clásico RCN
- 2022
  - 4e étape du Tour de Colombie
  - 2e étape de la Clásica de El Carmen de Viboral
- 2023
  - 2e étape de la Clásica de El Carmen de Viboral
  - 1re étape de la Vuelta a Boyacá

### Classements mondiaux
| Année                                 | 2017  | 2018  | 2019  | 2020  | 2021  | 2022  |
| ------------------------------------- | ----- | ----- | ----- | ----- | ----- | ----- |
| Classement mondial                    | 1227e | 867e  | 1624e | 1978e | 2040e | 1936e |
| UCI Europe Tour                       | nc    | 1470e |       |       |       |       |
| UCI America Tour                      | 99e   | 57e   | 238e  | 191e  | 339e  | 303e  |
|                                       |       |       |       |       |       |       |
| Légende : nc = non classéSource : UCI |       |       |       |       |       |       |